# Narodne novine

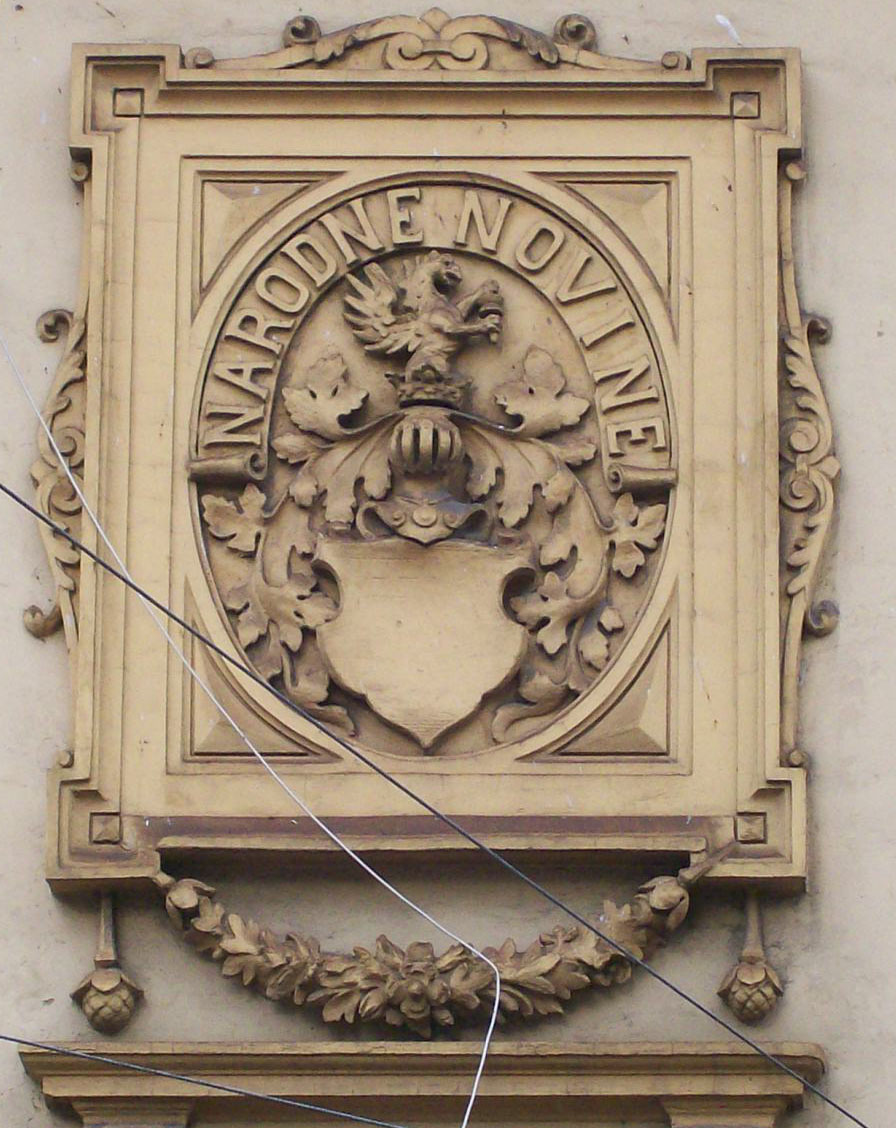
Relleu de Narodne novine al carrer Frankopanska a Zagreb.

Narodne novine (en català: el diari de la gent) és un diari oficial (o diari de referència públic) de la República de Croàcia que publica les lleis, regulacions, nomenaments i decisions oficials i ho fan en domini públic. Es publica per una empresa pública epònima.
El Narodne novine va començar com Novine Horvatzke, publicat per primer cop el 6 de gener de 1835 per Ljudevit Gaj, que va creat i imprimir el diari. El primer ús del terme "Narodne novine" va ser el 1843, però el diari va canviar més d'una vegada de nom al cap dels anys, normalment en consonància amb el nom de l'Estat del qual Croàcia formava part.
Gaj va vendre l'empresa editorial original al govern el 1868. L'encarnació actual de l'empresa va ser fundada oficialment el 1952. El 2001 l'empresa va esdevenir societat anònima (en croat: dioničko društvo).
El Narodne novine, com a diari oficial de la República de Croàcia, promulga les actes, lleis i altres normes i regulacions del Parlament de Croàcia, estatuts del Govern de Croàcia i també decrets del President de la República. Després de publicar-se, la legislació comença un breu període (normalment de vuit dies) conegut com a vacatio legis, permetent que sigui àmpliament coneguda abans de tenir efectes legals.